# Viktor Brännmark
Viktor Brännmark  (* 27. April 1992) ist ein schwedischer Skilangläufer.

## Werdegang
Brännmark, der für den Piteå Elit SK startet, nimmt seit 2008 vorwiegend an FIS-Rennen teil und lief im Januar 2012 in Åsarna sein erstes Rennen im Scandinavian-Cup und belegte dabei den 99. Platz im Sprint. Sein Debüt im Weltcup hatte er im Februar 2016 in Falun. Dabei errang er den 71. Platz im 15-km-Massenstartrennen und den 66. Platz über 10 km klassisch. In der Saison 2019/20 holte er in Lahti mit dem 27. Platz über 15 km klassisch und am Holmenkollen mit dem 24. Platz im 50-km-Massenstartrennen seine ersten Weltcuppunkte.